# Burg Dobczyce

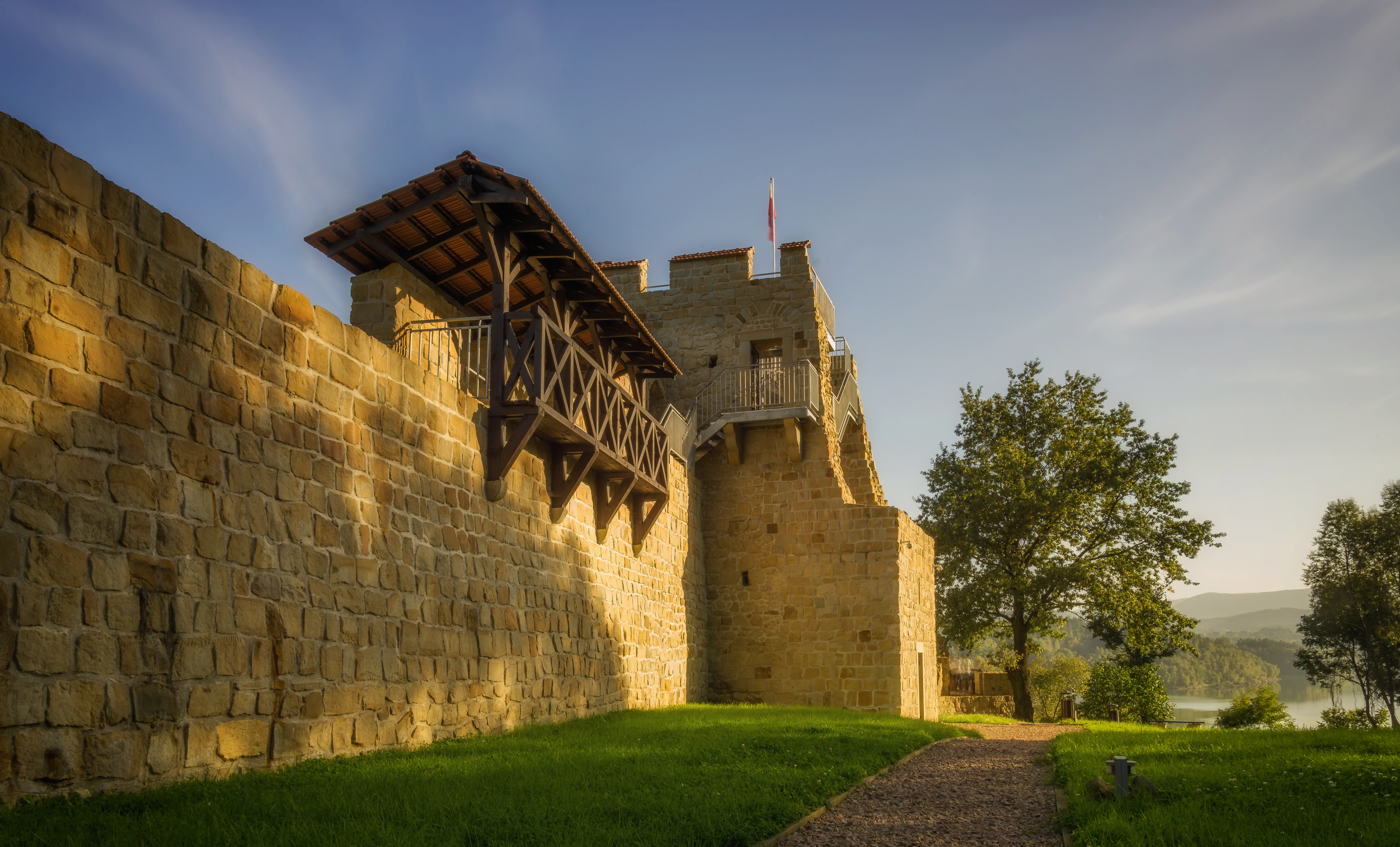
Mauerreste

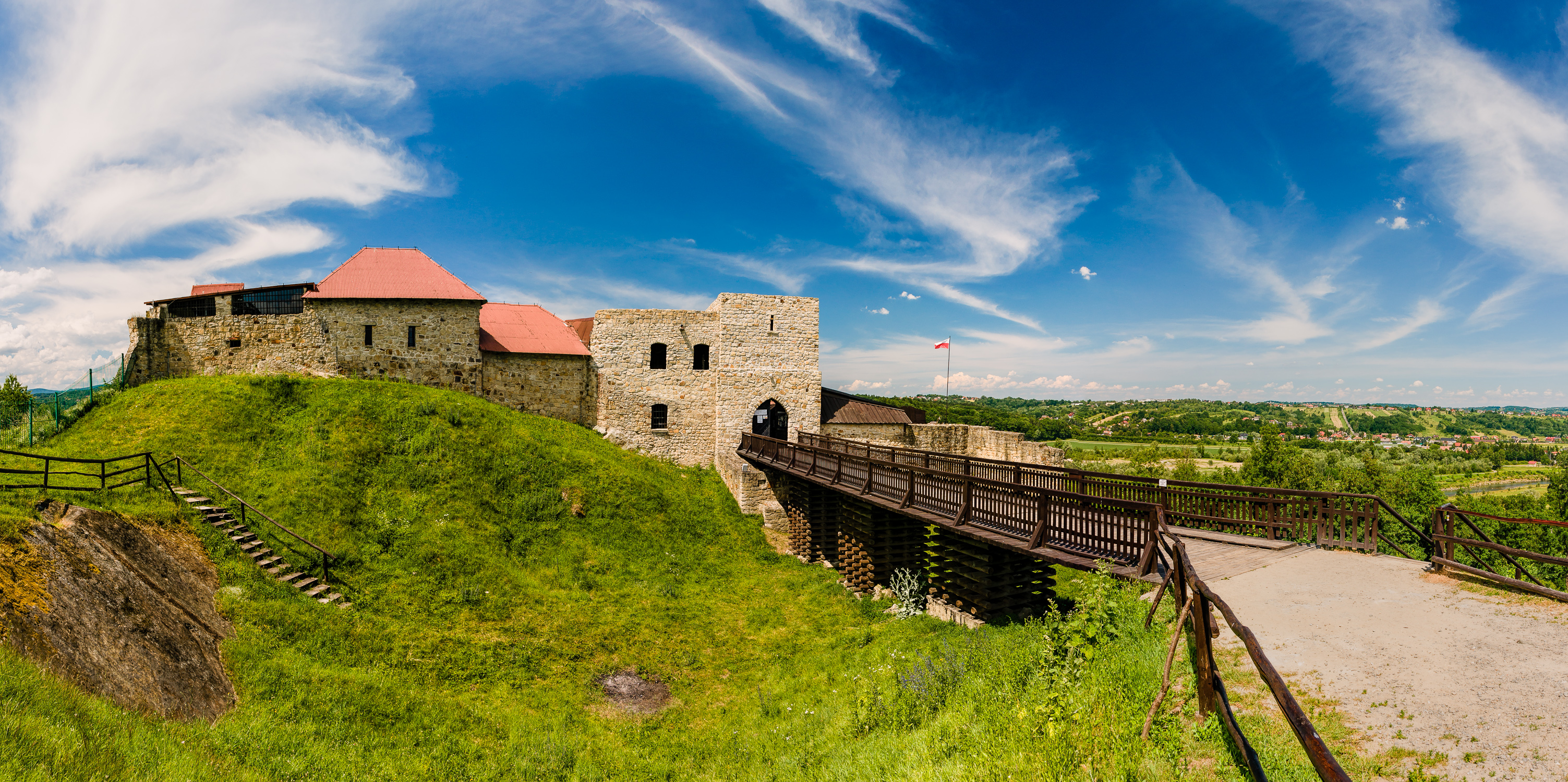
Torbereich

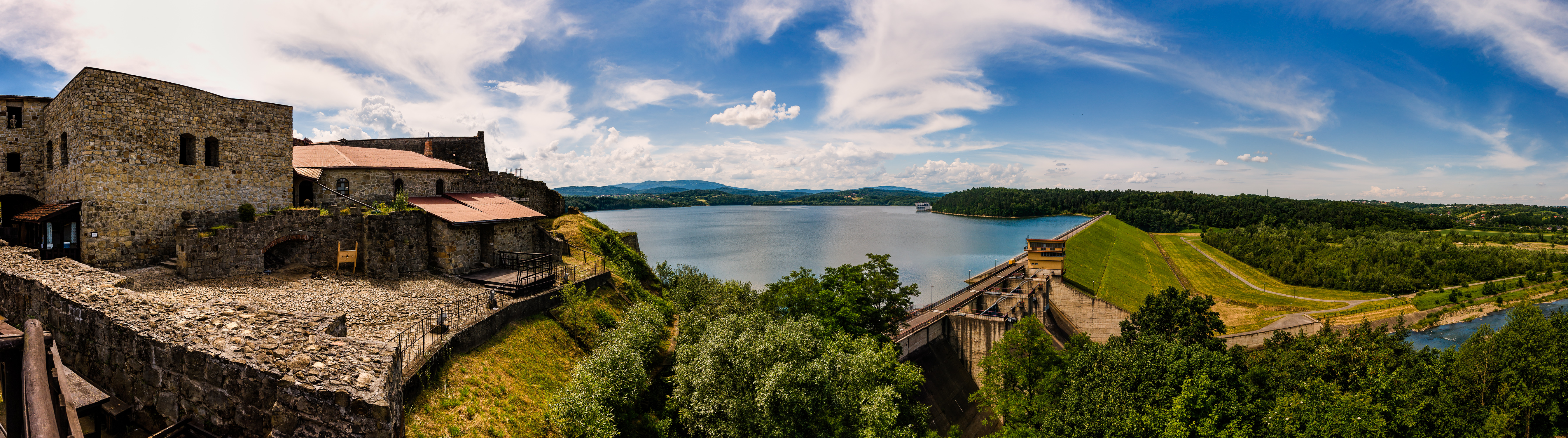
Staudamm von der Burg gesehen

Das Burg Dobczyce (polnisch: Zamek w Dobczycach) ist eine Burg in Dobczyce unweit von Myślenice am Übergang der Gebirgszüge der Pogórze Wielickie und der Pogórze Wiśnickie, Teilgebirge der Beskiden. Sie liegt am Fluss Raba über dem heutigen Stausee Jezioro Dobczyckie und wurde als Königsburg errichtet.

## Geschichte
Es ist nicht bekannt, wann genau die Burg entstand. 1311 erließ der spätere polnische König Władysław I. Ellenlang in Dobczyce während des Krakauer Aufstands des Vogtes Albert einen Rechtsakt gegen die Krakauer Bürger, woraus man schließen könnte, dass es hier bereits einen Sitz des Monarchen gab. Die Burg selbst wird 1359/1362 erstmals urkundlich erwähnt, als sie von den Nikolaus Wirsing dem Älteren und später dessen Sohn Nikolaus Wirsing dem Jüngeren für den polnischen König Kasimir den Großen verwaltet wurde. 1379 kam die Burg wieder unmittelbar an die polnische Krone. Die Burg wurde später in eine obere und untere Burg ausgebaut. 1390 belehnte König Władysław II. Jagiełło Klemens z Moskorzowa mit der Burg. Der König und seine Gemahlin Hedwig von Anjou verweilten auf der Burg und Jan Długosz erzog im 15. Jahrhundert die Königssöhne von Kasimir IV. Andreas und Elisabeth von Habsburg auf der Burg. Ab 1519 wurde die Burg von Stanisław Czarny z Witowic und später den Burzeński, Bonerowie und Lubomirski verwaltet. Unter Sebastian Lubomirski erlebte die Burg im späten 16. Jahrhundert ihre Blütezeit, als sie zu einem Renaissance-Schloss umgebaut wurde. 1702 wurde das Schloss von den Schweden im Großen Nordischen Krieg stark beschädigt. Ein Feuer verwüstete das Gebäude zudem im Jahr 1735. Im 19. Jahrhundert nutzten die umliegenden Bauern die Burgruine als Steinbruch. Erst 1901 begann man mit Restaurierungsarbeiten. Ab 1960 wurden archäologische Arbeiten auf dem Burgberg getätigt und die Ruine gesichert. Heute befindet sich ein Museum in dem restaurierten Teil der Burganlage.